# Maria van Brienne

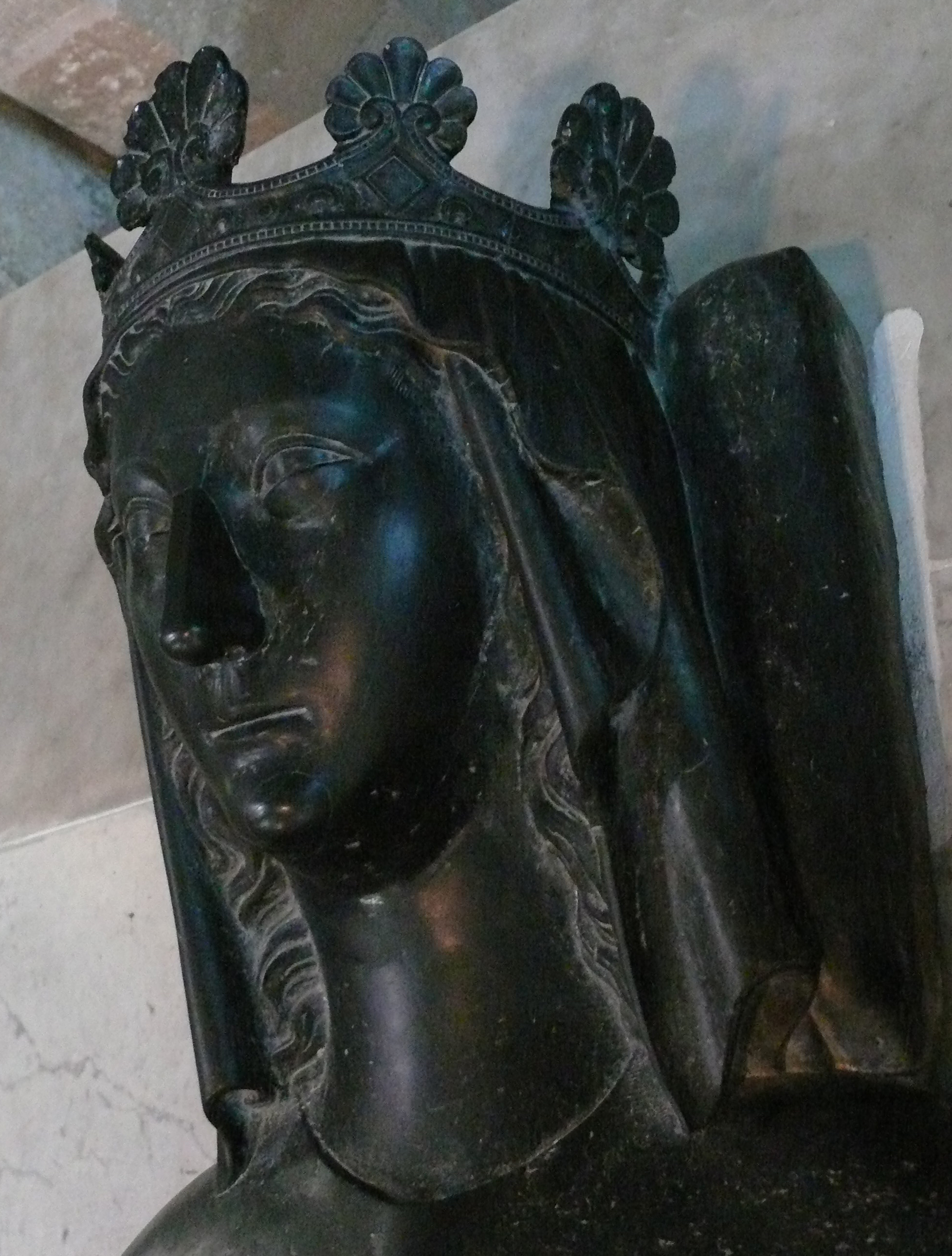
Standbeeld van Maria van Brienne in de Abdij van Maubuisson.

Maria van Brienne (Capua, 1224 - 5 mei 1275) was van 1234 tot 1261 keizerin van het Latijnse Keizerrijk. Ze behoorde tot het huis Brienne.

## Levensloop
Maria was de dochter van Jan van Brienne, koning van Jeruzalem, uit diens derde huwelijk met Berengaria, dochter van koning Alfons IX van León.
Op 19 april 1229 werd ze verloofd met Boudewijn II (1217-1273), die samen met haar vader over het Latijnse Keizerrijk regeerde. De intentie van dit huwelijk was het creëren van een dynastieke alliantie tussen beide heersers. In 1234 vond het huwelijk plaats; Maria was toen ongeveer tien jaar, Boudewijn II zeventien jaar. Door de bruiloft werd Maria keizerin van het Latijnse Keizerrijk.
In 1236 werd Constantinopel belegerd door de samengevoegde troepen van keizer Ivan Asen II van Bulgarije en keizer Johannes III Doukas Vatatzes van Nicea. De stad werd enkel verdedigd door een klein riddergarnizoen, troepen uit de Republiek Venetië en een minimale troepenmacht gezonden door Godfried II van Villehardouin om de verdediging te versterken. Uiteindelijk werd het beleg echter afgebroken, omdat de twee bondgenoten het niet eens raakten over wie, in het geval van een verovering, de leiding over Constantinopel zou krijgen. Tezelfdertijd werd Boudewijn II naar West-Europa gestuurd, om er fondsen in te zamelen en soldaten te rekruteren, die nodig waren om de overleving van het rijk te verzekeren. De missie was nog volop aan de gang toen Jan van Brienne eind maart 1237 overleed, twee weken later gevolgd door zijn echtgenote. De amper twaalfjarige Maria kreeg daarna de facto de leiding over Constantinopel, aangezien ze er de enige vertegenwoordigster van de keizerlijke familie was. Boudewijn keerde pas in juli 1239 terug. Tijdens zijn verblijf in West-Europa nam hij ook het markgraafschap Namen in, dat voorheen toebehoorde aan zijn zus Margaretha. Voor zijn terugkeer naar Constantinopel verpandde hij Namen aan koning Lodewijk IX van Frankrijk.
Boudewijn kwam aan samen met een West-Europees kruisvaardersleger, dat tussen de 30.000 en 60.000 soldaten telde. De troepenmacht werd versterkt met een contingent van Koemanen en kreeg als opdracht om Tzurulum te belegeren, een machtsbasis van het keizerrijk Nicea in Thracië. De stad viel in 1240, maar het leek het enige succes van de troepenmacht te zijn, aangezien ze achteraf niet meer vermeld werden in de contemporaine bronnen. Vermoedelijk keerden de meeste kruisvaarders terug naar huis. In 1241 ging Boudewijn II opnieuw naar Constantinopel.
Op 15 april 1240 werd Boudewijn II in de Hagia Sophia tot keizer gekroond. Drie jaar later, in 1243, werd Filips I (1243-1283), de enige bekende zoon van Boudewijn en Maria, geboren. Hetzelfde jaar reisde Boudewijn naar Frankrijk, om steun te zoeken bij koning Lodewijk IX. Tijdens zijn aanwezigheid werd Maria regentes van het Latijnse Keizerrijk, met Filips van Toucy als mederegent. Boudewijn bleef verschillende jaren afwezig: eerst verbleef hij in Frankrijk en daarna vergezelde hij Lodewijk IX bij de Zevende Kruistocht. 
Boudewijn was ten laatste op 8 oktober 1248 terug in Constantinopel: die dag vaardigde hij een decreet uit dat Maria in staat stelde om zijn westerse landerijen te verpanden, met de bedoeling om de hoge staatsschuld van 24.000 hyperpyron te kunnen afbetalen. Met het oog daarop verpandde hij zijn zoon Filips aan de Venetiaanse bankiersfirma Cà Ferro.
Om zijn schulden af te lossen kreeg Boudewijn II ook 20.000 livres van de Franse koningin-moeder Blanca van Castilië, maar dan moest hij aan twee voorwaarden voldoen: enerzijds mocht hij zijn bezittingen in Namen niet verkopen, anderzijds moest Maria van Brienne haar na Boudewijns terugkeer in Constantinopel binnen de maand bezoeken. Kort na zijn terugkeer vatte Maria de reis naar West-Europa aan. Ze reisde met een vloot van vier schepen eerst naar Cyprus, waar Lodewijk IX en de kruisvaarders op dat moment verbleven. Op het eiland werd de vloot door een harde wind echter van zijn ankers losgeslagen, waarna de schepen, de lading incluis, naar Akko dreven. Maria had enkel nog haar kleren en een mantel bij. De kruisvaarders besloten haar te helpen en zetten haar op een schip naar het Griekse Negropont, waar ze in januari 1249 aankwam en van daaruit reisde ze door naar Frankrijk. Ze bereikte het land in mei 1249 en verbleef vervolgens bij koningin-moeder Blanche van Castilië, vermoedelijk tot die in 1251 overleed. Daarna ging Maria op de landgoederen van haar echtgenoot in Namen wonen, die een belangrijkste bron van inkomsten waren voor het keizerspaar. 
In Namen werd de heerschappij van Boudewijn II en Maria bestreden door Jan van Avesnes, tot koning Lodewijk IX van Frankrijk in 1256 besliste dat Namen toebehoorde aan Boudewijn en zijn echtgenote. Maria maakte zich er ongeliefd door hoge taksen op te leggen aan de bevolking. Het ging zo ver dat de baljuw gedood werd; na onderzoek bleek dat deze moord gebeurd was door de vooraanstaanden van de stad. Maria en Boudewijn II zochten vervolgens toenadering tot Hendrik V van Luxemburg en boden hem de troon van Namen aan. Hendrik V trok de macht in Namen steeds meer naar zich toe en uiteindelijk kon Maria van Brienne niets anders dan vluchten. Het Kasteel van Namen weigerde zich echter over te geven aan Hendrik V. In 1258 zond gravin Margaretha II van Vlaanderen troepen naar Namen ter bescherming van de stad, maar in 1259 diende het kasteel van Namen zich toch over te geven aan Hendrik, die de volgende jaren het markgraafschap geleidelijk volledig innam. Daarna trok Maria naar het hof van koning Alfons X van Castilië, met wiens steun ze haar zoon Filips vrijkocht.
In juli 1261 vielen Byzantijnse troepen onder leiding van Alexios Strategopoulos onverwachts de stad Constantinopel aan. Via een geheime doorgang slaagden ze erin om in de stad te raken, om van binnenuit de stadsmuren aan te vallen en de lijfwachten te verrassen, waarna ze de poort openden om de overige troepen binnen te laten. De Latijnen waren compleet verrast en Constantinopel was in een mum van tijd heroverd door de Byzantijnen. Boudewijn II en Maria slaagden erin om te vluchten, met de hulp van een Venetiaans vloot, en gingen in ballingschap naar Frankrijk. De volgende jaren konden ze financieel overeind blijven, onder andere door hun rechten op verschillende titels en staten te verkopen. Op 26 maart 1263 verkocht het echtpaar hun rechten op het markgraafschap Namen aan Gwijde van Dampierre, die het gebied vijf jaar later heroverde op Hendrik V van Luxemburg. In januari 1266 verkochten ze dan weer hun rechten op het koninkrijk Thessaloniki aan hertog Hugo IV van Bourgondië. Op 27 mei 1267 sloot Boudewijn II het Verdrag van Viterbo, waarin hij zijn rechten op het Latijnse Keizerrijk afstond aan koning Karel I van Napels.
Boudewijn en Maria verbleven de rest van hun leven aan het hof van koning Karel I van Napels. Boudewijn II stierf in oktober 1273, Maria overleefde hem ongeveer anderhalf jaar. Ze werd bijgezet in Assisi.